# Cellaria sinuosa
Cellaria sinuosa är en mossdjursart som först beskrevs av Arthur Hill Hassall 1840.  Cellaria sinuosa ingår i släktet Cellaria och familjen Cellariidae. Arten har ej påträffats i Sverige. Inga underarter finns listade i Catalogue of Life.